# Jack Lockett
John Henry "Jack" Lockett, född 22 januari 1891 i Waanyarra nära Bendigo, Victoria, Australien, död 25 maj 2002 i Bendigo, var en australisk lantbrukare och veteran i första världskriget och Australiens äldsta man någonsin med en ålder av 111 år och 123 dagar. Han avled av njursvikt och hade vid sin död 4 barn (Jack, Kevin, Joyce och Ron) han fick med Maybell Ingwerson som han gifte sig med 1923, 15 barnbarn och 24 barnbarns barn.